# Ludvig B. Falkman
Ludvig Berckhan Falkman, född 22 maj 1808 i Malmö, död 3 januari 1891 i Stockholm, var en svensk lantmätare och ämbetsman. Han var son till handelsmannen Henric Falkman och far till överstarna Waldemar och Ludvig Falkman.

## Biografi
Falkman blev 1825 student vid Lunds universitet, tog 1829 lantmäteriexamen och konstituerades samma år till lantmäteriauskultant. År 1833 blev han tillförordnad förstelantmätare, 1835 kommissionslantmätare och 1840 förste lantmätare, allt i Malmöhus län. År 1843 utnämndes han till rådman i Malmö. Han flyttade 1849 till Stockholm då han utnämndes till överdirektör (titeln förändrades 1864 till generaldirektör) vid Lantmäteriet, varifrån han tog avsked 1881. Han blev hedersledamot av Lantbruksakademien 1876.
År 1855 medverkade Falkman i kommittén för främjande av en förbättrad skogsskötsel, 1870 i kartverkskommittén och 1877 i löneregleringskommittén (som ordförande under den tid regleringen av Lantmäteristyrelsen pågick). Han var på grund av sitt ämbete ledamot av Statistiska beredningen från Statistiska tabellkommissionens inrättning 1858 och fick av chefen för Civildepartementet 1876 i uppdrag att författa förslag till författningar om mått och vikt efter metersystemet.
I Malmö uppkallades 1956 Falkmansgatan i bostadsområdet Lorensborg efter honom. Falkman är begravd på Norra begravningsplatsen utanför Stockholm.